# بلدة ويفرلي (مقاطعة شبوغن)
ويفرلي، مقاطعة شبوغن (بالإنجليزية: Waverly Township, Cheboygan County, Michigan)‏ هي بلدة تقع بولاية ميشيغان في الولايات المتحدة. تبلغ مساحتها 137.7 (كم²)، وترتفع عن سطح البحر 206 م، بلغ عدد سكانها 472 نسمة في عام تعداد الولايات المتحدة 2000 حسب إحصاء مكتب تعداد الولايات المتحدة وتصل الكثافة السكانية فيها 3.8 نسمة/كم2.

## وصلات خارجية
- The US50 - Cities and Towns in Michigan State
- Michigan Cities and Towns, Facts, Map, Flag, Colleges, Government, and More